# Чрескожная пункционная нефростомия
Чрескожная пункционная нефростомия (ЧПНС) или чрескожная нефростомия — это вид оперативного вмешательства, выполняемый для восстановления нарушенного пассажа мочи из почки и невозможности либо нецелесообразности стентирования мочеточника с установкой внешнего дренажа (нефростомы) в полостную систему почки.
Вмешательство выполняется под УЗ- и рентген-контролем в условиях рентген-операционной. Данный метод дренирования предпочтителен у пациентов онкологического профиля, при технической невозможности установки внутреннего мочеточникового стента, а также в некоторых экстренных случаях. В силу того, что вмешательство проводится через паренхиму почки, необходимо предварительное обследование с целью исключения нарушения свертывающей системы крови ввиду риска кровотечения. В случае планового дренирования почки путем нефростомии состояние больного, как правило, позволяет выписку на следующий день.

## Показания к проведению
Показанием к выполнению ЧПНС является наличие обструкции чашечно-лоханочной системы почек (препятствие для оттока мочи из почек).
Чрескожная пункционная нефростомия служит неотложным хирургическим вмешательством, которое выполняется пациентам с обструкцией верхних мочевых путей на уровне мочеточника или лоханочно-мочеточникового сегмента почки.
У больных с суправезикальной обструкцией, которым не представляется возможным выполнить уретроцистоскопию, обнаружить устье мочеточника или произвести ретроградную катетеризацию почки, чрескожная пункционная нефростомия позволяет обеспечить дренирование почки и восстановить пассаж мочи из почки по просвету нефростомического катетера. Чаще всего выполняется по неотложным и жизненным показаниям.
Существует три типа причин обструкции: урологические, не урологические и ятрогенные.
Урологические:
1. Мочекаменная болезнь (камни почек, мочеточника)
2. Новообразования (мочеточника, мочевого пузыря, простаты)
3. Аденома простаты (ДГПЖ)
4. Забрюшинный фиброз (Болезнь Ормонда)

Не урологические:
1. Сдавление и прорастание мочеточников опухолями других локализаций
2. Гематологические (лимфомы, лимфаденопатии)

## Противопоказания
Абсолютными противопоказаниями для проведения чрескожной пункционной нефростомии являются неконтролируемые нарушения свертываемости крови и крайне тяжелое состояние больного. Также противопоказанием является повышенное артериальное давление.

## Укладка операционного стола
Классическая укладка операционного стола для проведения ЧПНС состоит из:
- Контрастный препарат для проведения антеградной (нисходящая) уретеропиелографии.
- Нефростомический дренаж.
- Так называемая система Гудвина (Интродьюсер, полая игла, и аспирационная трубка с аспиратором (обычно используется шприц с физраствором при спинальной анастезии или анастетиком при местной анастезии)).
- Набор проводников: тонкий проводник и две струны (рабочая и страховая).
- Двухходовой катетер для доступа к почке двумя струнами.
- Два расширителя для делатации раневого канала под установку нефростомического дренажа.

## Этапы выполнения процедуры
Поскольку пункционная игла вводится в поясничную область, то производится укладка пациента на живот или в небольшую косую позицию.
Перед операцией рекомендуется произвести предварительную разметку на коже пациента на участке, на котором пункция имеет наименьший риск травмы близко расположенных органов.
1. После обезболивания в кожу поясничной области, под контролем рентгена и ультразвука, вводится игла.
2. После проникновения иглы в почечную лоханку, через нее вводится контрастное вещество, позволяющее оценить точность введения и внутреннее строение почки.
3. Затем игла заменяется на проводник и извлекается.
4. С помощью пластиковых и металлических дилататоров производится постепенное расширение нефростомического канала до нужного размера.
5. После этого в почку вводят специальный нефростомический катетер (дренаж), а проводник удаляют.
6. Катетер подсоединяется к внешней системе сбора мочи, куда и осуществляется ее отток из данной почки.

После окончания чрескожной пункционной нефростомии обязательно проводится контроль артериального давления и других показателей гемодинамики. При их нормальных значениях пациент может быть активизирован.

## Потенциальные осложнения
Процедура, как правило, легко переносится пациентами. Тем не менее существует ряд потенциальных осложнений:
- Появление незначительного количества крови в моче: чаще всего проходит самостоятельно в течение 1-2 дней.
- Боль, как правило умеренная, в первые сутки.
- Проблемы с нефростомой (засорение, пережатие, смещение) — до 12 % пациентов.
- Инфекционные осложнения — 1.4-21 %.
- Послеоперационное кровотечение, требующее переливания крови — до 2,8 % пациентов.
- Мочевые затеки — менее 2 % пациентов.
- Массивные кровотечения, требующие хирургического вмешательства или окклюзии кровоточащей артерии эндоваскулярно — 1 % пациентов
- Ранение легочной плевры — менее 1 % пациентов.
- Кровотечение в ткани вокруг почки — крайне редко.
- Реакции, связанные с йодсодержащим контрастным веществом — ниже 0,7 %.

## Послеоперационный уход
Перевязки и уход за нефростомическим дренажом, как правило, проводятся амбулаторно.
Требуется тщательное наблюдение за состоянием почечного катетера. На протяжении всего времени установки катетера производится контрольный осмотр кожи в области операционной раны на предмет покраснений, отеков, высыпаний или повреждений.
Мочеприемник, к которому подсоединена нефростома, должен регулярно опорожняться, при этом пациент должен следить за цветом мочи для выявления возможных отклонений. Цвет может изменяться, например, при появлении в мочи крови.
Повязка, в месте выхода нефростомы наружу, должна регулярно меняться, а кожа в этой области — обрабатываться.